# Olympische Sommerspiele 2024/Teilnehmer (El Salvador)
| Gelbes Symbol für Goldmedaillen mit stilisierten Olympischen Ringen | Graues Symbol für Silbermedaillen mit stilisierten Olympischen Ringen | Braundes Symbol für Bronzemedaillen mit stilisierten Olympischen Ringen |
| ------------------------------------------------------------------- | --------------------------------------------------------------------- | ----------------------------------------------------------------------- |
| —                                                                   | —                                                                     | —                                                                       |

El Salvador nahm an den Olympischen Spielen 2024 vom 26. Juli bis zum 11. August 2024 in Paris teil. Es war die insgesamt 13. Teilnahme an Olympischen Sommerspielen.

## Teilnehmer nach Sportarten

### Badminton
Über die Race-to-Paris-Rangliste qualifizierte sich mit Uriel Canjura im Männereinzel erstmals ein Badmintonspieler aus El Salvador für die Olympischen Spiele.
| Athleten      | Wettbewerb | Gruppenphase | Gruppenphase | Gruppenphase | Gruppenphase | Achtelfinale  | Achtelfinale  | Viertelfinale | Viertelfinale | Halbfinale    | Halbfinale    | Finale / Platz 3 | Finale / Platz 3 | Rang |
| Athleten      | Wettbewerb | Gegner       | Ergebnis     | Punkte       | Rang         | Gegner        | Ergebnis      | Gegner        | Ergebnis      | Gegner        | Ergebnis      | Gegner           | Ergebnis         | Rang |
| ------------- | ---------- | ------------ | ------------ | ------------ | ------------ | ------------- | ------------- | ------------- | ------------- | ------------- | ------------- | ---------------- | ---------------- | ---- |
| Männer        |            |              |              |              |              |               |               |               |               |               |               |                  |                  |      |
| Uriel Canjura | Einzel     | J. Louda     | 12:21, 10:21 | 0            | 3            | ausgeschieden | ausgeschieden | ausgeschieden | ausgeschieden | ausgeschieden | ausgeschieden | ausgeschieden    | ausgeschieden    | 27   |
| Uriel Canjura | Einzel     | Loh K. Y.    | 13:21, 16:21 | 0            | 3            | ausgeschieden | ausgeschieden | ausgeschieden | ausgeschieden | ausgeschieden | ausgeschieden | ausgeschieden    | ausgeschieden    | 27   |

### Bogenschießen
Für die Teilnahme am Einzelwettbewerb der Männer erhielt El Salvador eine Wildcard.
| Athleten    | Wettbewerb | Qualifikation | Qualifikation | 1. Runde | 1. Runde | 2. Runde      | 2. Runde      | Achtelfinale  | Achtelfinale  | Viertelfinale | Viertelfinale | Halbfinale    | Halbfinale    | Finale / Platz 3 | Finale / Platz 3 | Rang |
| Athleten    | Wettbewerb | Ringe         | Rang          | Gegner   | Ergebnis | Gegner        | Ergebnis      | Gegner        | Ergebnis      | Gegner        | Ergebnis      | Gegner        | Ergebnis      | Gegner           | Ergebnis         | Rang |
| ----------- | ---------- | ------------- | ------------- | -------- | -------- | ------------- | ------------- | ------------- | ------------- | ------------- | ------------- | ------------- | ------------- | ---------------- | ---------------- | ---- |
| Männer      |            |               |               |          |          |               |               |               |               |               |               |               |               |                  |                  |      |
| Oscar Ticas | Einzel     | 643           | 53            | Wang Y.  | 0:6      | ausgeschieden | ausgeschieden | ausgeschieden | ausgeschieden | ausgeschieden | ausgeschieden | ausgeschieden | ausgeschieden | ausgeschieden    | ausgeschieden    | 33   |

### Judo
Über die IJF-Weltrangliste konnte sich ein Judoka aus El Salvador im Superleichtgewicht der Männer qualifizieren.
| Athleten     | Wettbewerb       | 1. Runde       | 1. Runde | 2. Runde | 2. Runde | Achtelfinale  | Achtelfinale  | Viertelfinale | Viertelfinale | Halbfinale / Trostrunde | Halbfinale / Trostrunde | Finale / Platz 3 | Finale / Platz 3 | Rang |
| Athleten     | Wettbewerb       | Gegner         | Ergebnis | Gegner   | Ergebnis | Gegner        | Ergebnis      | Gegner        | Ergebnis      | Gegner                  | Ergebnis                | Gegner           | Ergebnis         | Rang |
| ------------ | ---------------- | -------------- | -------- | -------- | -------- | ------------- | ------------- | ------------- | ------------- | ----------------------- | ----------------------- | ---------------- | ---------------- | ---- |
| Männer       |                  |                |          |          |          |               |               |               |               |                         |                         |                  |                  |      |
| Jairo Moreno | Klasse bis 60 kg | J. Verstraeten | 0s1:1    | —        | —        | ausgeschieden | ausgeschieden | ausgeschieden | ausgeschieden | ausgeschieden           | ausgeschieden           | ausgeschieden    | ausgeschieden    | 17   |

### Schießen
El Salvador erhielt eine Wildcard für die Teilnahme am 50 m Kleinkalibergewehr Dreistellungskampf der Männer.
| Athleten         | Wettbewerb                                 | Qualifikation   | Qualifikation | Finale          | Finale        |
| Athleten         | Wettbewerb                                 | Ringe/ Scheiben | Rang          | Ringe/ Scheiben | Rang          |
| ---------------- | ------------------------------------------ | --------------- | ------------- | --------------- | ------------- |
| Männer           |                                            |                 |               |                 |               |
| Israel Gutiérrez | 10 m Luftgewehr                            | 621,1           | 46            | ausgeschieden   | ausgeschieden |
| Israel Gutiérrez | 50 m Kleinkalibergewehr Dreistellungskampf | 576             | 40            | ausgeschieden   | ausgeschieden |

### Schwimmen
| Athleten        | Wettbewerb     | Vorlauf     | Vorlauf | Halbfinale    | Halbfinale    | Finale        | Finale        | Rang |
| Athleten        | Wettbewerb     | Zeit        | Rang    | Zeit          | Rang          | Zeit          | Rang          | Rang |
| --------------- | -------------- | ----------- | ------- | ------------- | ------------- | ------------- | ------------- | ---- |
| Frauen          |                |             |         |               |               |               |               |      |
| Celina Márquez  | 100 m Rücken   | 1:04,55 min | 32      | ausgeschieden | ausgeschieden | ausgeschieden | ausgeschieden | 32   |
| Männer          |                |             |         |               |               |               |               |      |
| Nixon Hernández | 100 m Freistil | 52,73 s     | 65      | ausgeschieden | ausgeschieden | ausgeschieden | ausgeschieden | 65   |

### Segeln
Im Rahmen des Unterstützungsprogramms für aufkommende Segelnationen erhielt El Salvador einen Startplatz im Laser der Männer.
| Athleten         | Wettbewerb | Qualifikation | Qualifikation | Medal Race    | Medal Race    | Punkte | Rang |
| Athleten         | Wettbewerb | Punkte        | Rang          | Punkte        | Rang          | Punkte | Rang |
| ---------------- | ---------- | ------------- | ------------- | ------------- | ------------- | ------ | ---- |
| Männer           |            |               |               |               |               |        |      |
| Enrique Arathoon | Laser      | 120           | 20            | ausgeschieden | ausgeschieden | 120    | 20   |

### Surfen
Für die Teilnahme am Wettbewerb der Männer erhielt Bryan Pérez eine Wildcard. El Salvador nimmt damit erstmals an olympischen Surfwettbewerben teil.
| Athleten    | Wettbewerb | 1. Runde | 1. Runde | 2. Runde    | 2. Runde    | 3. Runde      | 3. Runde      | Viertelfinale | Viertelfinale | Halbfinale    | Halbfinale    | Finale / Platz 3 | Finale / Platz 3 | Rang |
| Athleten    | Wettbewerb | Punkte   | Rang     | Gegner      | Ergebnis    | Gegner        | Ergebnis      | Gegner        | Ergebnis      | Gegner        | Ergebnis      | Gegner           | Ergebnis         | Rang |
| ----------- | ---------- | -------- | -------- | ----------- | ----------- | ------------- | ------------- | ------------- | ------------- | ------------- | ------------- | ---------------- | ---------------- | ---- |
| Männer      |            |          |          |             |             |               |               |               |               |               |               |                  |                  |      |
| Bryan Pérez | Shortboard | 7,53     | 3        | R. Boukhiam | 12,60:14,60 | ausgeschieden | ausgeschieden | ausgeschieden | ausgeschieden | ausgeschieden | ausgeschieden | ausgeschieden    | ausgeschieden    | 17   |